# マリアンナ・ヒル

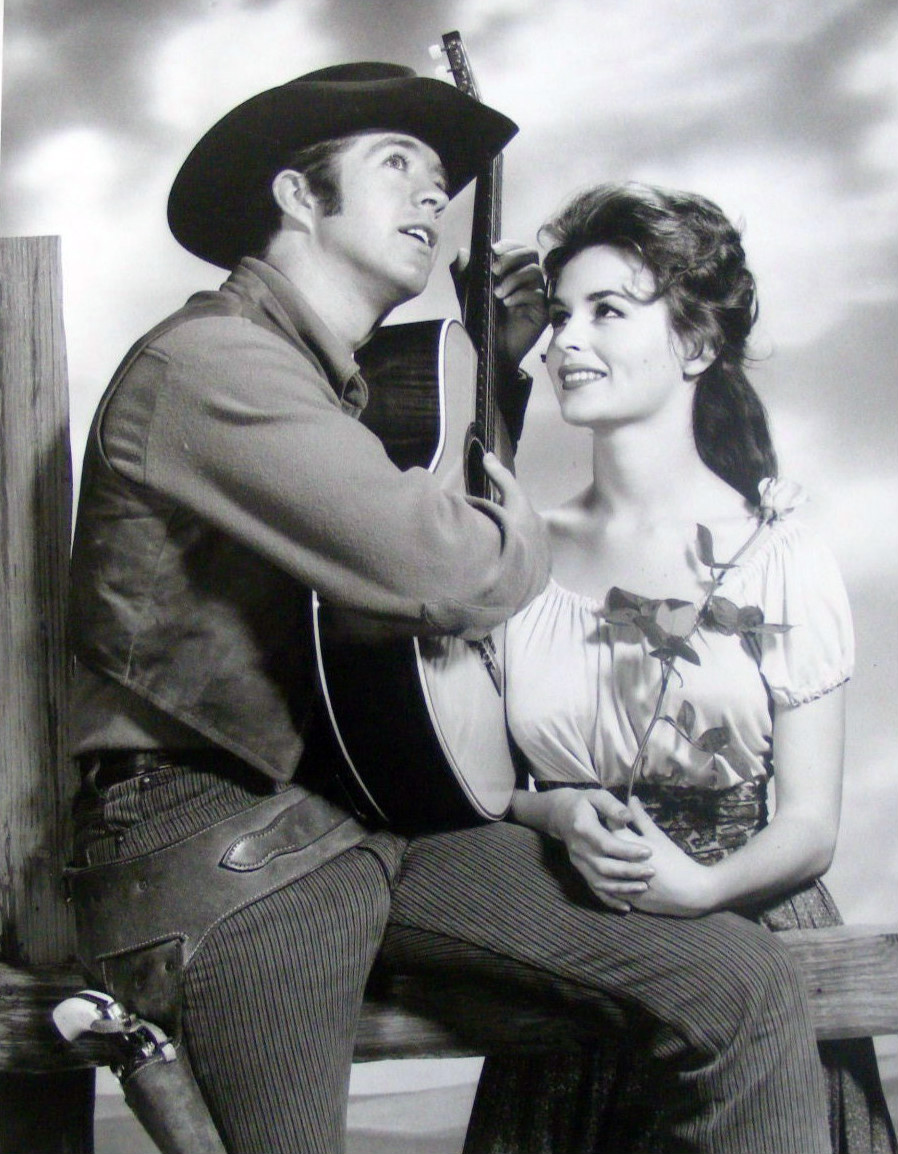

マリアンナ・ヒル（Marianna Hill, 1942年2月9日 - ）は、アメリカ合衆国の女優。

## 出演作品
- 宇宙大作戦『悪魔島から来た男』（ヘレン・ノエル）
- サイキック・マーダー/透明殺人鬼の復讐
- ゴッドファーザー 1901-1959/特別完全版
- ブラッド・ビーチ/謎の巨大生物!ギャルまるかじり
- スキゾイド
- ゴッドファーザー・サガ
- リレントレス・若妻誘拐
- ローナ・ラブの伝説
- ゴッドファーザーPART II
- メサイア・オブ・デッド
- ザ・ベイビー/呪われた密室の恐怖
- 青春のヒッチハイク
- 荒野のストレンジャー
- エル・コンドル
- アメリカを斬る
- ハワイアン・パラダイス
- レッドライン7000
- 青春カーニバル
- 赤い野獣